# Cantone di Pompey
Il Cantone di Pompey era una divisione amministrativa dell'arrondissement di Nancy.
È stato soppresso a seguito della riforma complessiva dei cantoni del 2014, che è entrata in vigore con le elezioni dipartimentali del 2015.
Comprendeva i comuni di:
- Champigneulles
- Frouard
- Marbache
- Maxéville
- Pompey
- Saizerais